# Чапин, Гарри
Гарри Фостер Чапин (англ. Harry Forster Chapin; 7 декабря 1942, Бруклин, Нью-Йорк — 16 июля 1981, Нью-Йорк, Нью-Йорк) — американский певец и автор песен, известный фолк-рок и поп-рок хитами. Записал 11 альбомов и продал более 16 миллионов пластинок по всему миру. Лауреат премии «Грэмми» и член Зала славы «Грэмми».
Чапин также был филантропом и активистом, боролся с голодом в мире, участвовал в создании президентской комиссии по борьбе с голодом и посмертно получил Золотую медаль Конгресса за свою гуманитарную деятельность.

## Биография
Родился 7 декабря 1942 года в Нью-Йорке. Он был вторым из четырёх детей перкуссиониста Джима Чапина и Джин Элспет. Его братья Том и Стив также стали музыкантами. Родители Гарри развелись в 1950 году. Его мать сохранила опеку над детьми, в то время как отец проводил большую часть своего времени в гастролях. Несколько лет спустя Джин вышла замуж за Генри Харта, который работал редактором журнала «Films in Review».
Первое знакомство Чапина с музыкой произошло в музыкальной школе на уроках игры на трубе. Вместе с братьями он начал выступать, а их отец иногда присоединялся к ним за барабанами. Несколько лет спустя семья переехала в Бруклин, где Чапин познакомился с Джоном Уоллесом, который стал его басистом. Гарри окончил школу в 1960 году, после чего некоторое время учился в Академии ВВС США в Колорадо-Спрингс, а затем был студентом Корнелльского университета, но не получил учёную степень.

## Карьера
Чапин изначально хотел стать режиссёром-документалистом, но затем начал заниматься музыкой. Вместе с Уоллесом и другими музыкантами он начал выступать в ночных клубах Нью-Йорка. В 1972 году Чапин получил многомиллионный контракт с Elektra Records. Его дебютный альбом «Heads & Tales» имел большой успех благодаря хит-синглу «Taxi», которая попала в топ-25 Billboard Hot 100 и стала песней номер один по запросам в течение 10 недель. Также «Taxi» заняла 85-е место в списке Billboard Year-End и принесла Чапину номинацию на премию «Грэмми» в категории «Лучший новый исполнитель». В следующем году он выпустил альбом «Sniper and Other Love Songs», который был менее успешным, но также имел несколько хит-синглов. Сингл «Sunday Morning Sunshine», попал в чарт Billboard Hot 100 и стал хитом в Billboard Adult Contemporary. В 2004 году был выпущен двойной альбом, включающий ранее не издававшиеся треки с обоих альбомов.
В 1973 году Гарри Чапин выпустил третий альбом «Short Stories»,тираж которого составил более одного миллиона копий. Песня «W.O.L.D.» стала мировым хитом: она вошла в топ-40 Billboard Hot 100, в топ-10 в Канаде и в топ-120 в других странах.
В 1974 вышел самый успешный альбом артиста — «Verities & Balderdash», который был продан тиражом 2,5 миллиона копий. Песня «Cat's in the Cradle» принесла Чапину очередную номинацию на «Грэмми» в 1975 году в категории «Лучшее мужское вокальное поп-исполнение», а в 2011 году вошла в Зал славы «Грэмми». Альбом достиг четвёртого места в чарте Billboard 200.
В 1975 году вышел пятый альбом Гарри Чапина «Portrait Gallery», продажи которого составили 350 тысяч копий. Сингл «Dreams Go By» попал в топ-40 Billboard Adult Contemporary. В этот период артист написал и исполнил бродвейскую пьесу «Ночь, которая сделала Америку знаменитой», которая получила две номинации на премию «Тони» и две номинации на премию «Драма Деск».
К 1976 году Чапин был одним из самых популярных певцов десятилетия. В том же году он выпустил свой первый концертный альбом «Greatest Stories Live», который был продан тиражом 2,1 миллиона копий. После смены руководства у Elektra Records, компания перестала продвигать поздние альбомы певца. Не смотря на это, тираж последующих альбомов составлял не менее 250 000 копий; каждый альбом также успешно попадал в чарты.
В конце десятилетия Гарри Чапин был сосредоточен на гастролях, но продолжал выпускать по одному альбому в год. Он зарабатывал около 2 млн $ в год (в пересчёте на 2017 год около 11,75 млн $) и был одним из самых высокооплачиваемых артистов в мире. Не смотря на то, что альбом «Dance Band on the Titanic» плохо продавался, он был признан альбомом года по версии «The Times».
В 1980 году закончился контракт артиста с Elektra Records. Девятый альбом «Sequel» артист выпустил под лейблом Boardwalk Records, продажи составили 500 тыс. копий. Три сингла из альбома стали хитами: «Sequel» попал в топ-25 чарта Billboard Hot 100; «Remember When the Music» попал в топ-50 чарта Adult Contemporary; «Story of a Life» стал хитом в чарте Bubbling Under.

## Дискография

### Альбомы
- Heads & Tales (1972, Elektra)
- Sniper and Other Love Songs (1972, Elektra)
- Short Stories (1973, Elektra)
- Verities & Balderdash (1974, Elektra)
- Portrait Gallery (1975, Elektra)
- Greatest Stories Live (1976, Elektra)
- On the Road to Kingdom Come (1976, Elektra)
- Dance Band on the Titanic (1977, Elektra)
- Living Room Suite (1978, Elektra)
- Legends of the Lost and Found (1979, Elektra)
- Sequel (1980, Boardwalk Records)

## Награды и номинации
Грэмми
| Год  | Номинируемая работа   | Категория                               | Результат |
| ---- | --------------------- | --------------------------------------- | --------- |
| 1972 | «Taxi»                | Лучший новый исполнитель                | Номинация |
| 1975 | «Cat’s in the Cradle» | Лучшее мужское вокальное поп-исполнение | Номинация |
| 1986 | Гарри Чапин           | President's Merit Award                 | Победа    |
| 2011 | Гарри Чапин           | Зал славы премии «Грэмми»               | Победа    |

Rock Music Awards
| Год  | Номинируемая работа | Категория            | Результат |
| ---- | ------------------- | -------------------- | --------- |
| 1976 | Гарри Чапин         | Public Service Award | Победа    |

Billboard
| Год  | Номинируемая работа | Категория         | Результат |
| ---- | ------------------- | ----------------- | --------- |
| 1973 | Гарри Чапин         | Trendsetter Award | Победа    |

Rockies
| Год  | Номинируемая работа | Категория            | Результат |
| ---- | ------------------- | -------------------- | --------- |
| 1976 | Гарри Чапин         | Public Service Award | Победа    |
| 1977 | Гарри Чапин         | Public Service Award | Победа    |

### Другие награды
- Награда Американского общества композиторов, авторов и издателей
- Золотая медаль Конгресса США
- Зал славы Лонг-Айленда[англ.]
- Ten Outstanding Young Americans[англ.], 1977 год

## Благотворительная деятельность
В середине 1970-х годов Гарри Чапин посвятил много времени общественной деятельности. В сентября 1975 года он стал соучредителем организации «World Hunger Year» вместе с радиоведущим Биллом Айресом. Организация направлена на борьбу с голодом и нищетой.
Многие концерты артиста были благотворительными. 15 октября 1977 года Гарри Чапин выступал с Гордоном Лайтфутом, Джеймсом Тейлором и Джоном Денвераном на благотворительном концерте под названием «Four Together — Concert for World Hunger» стадионе «Детройт-Олимпиа». Концерт длился около трёх часов, вырученные деньги были направлены для борьбы с голодом во всем мире. Чапин пожертвовал примерно треть своих оплачиваемых концертов на благотворительность, часто выступал в одиночку со своей гитарой, чтобы сократить расходы.

## Личная жизнь и семья
В 1966 году Чапин познакомился с поэтессой Сандрой Гастон, которая была старше его на 8 лет. Через 2 года они поженились. У них было двое детей Дженнифер и Джошуа, а также Чапин стал отчимом троим детям своей жены от предыдущего брака: Джейме, Джейсона и Джонатане.

## Смерть
Гарри Чапин погиб в результате аварии 16 июля 1981 года. Похоронен на кладбище в Хантингтоне, штат Нью-Йорк.